# Beloproga ščebetulja
Beloproga ščebetulja (znanstveno ime Chorthippus biguttulus) je vrsta kobilic kratkotipalčnic, ki je razširjena po suhih travnikih severne in osrednje Evrope. V preteklosti je bila skupaj z vrstama C. brunneus in C. mollis uvrščena v skupno vrsto Stauroderus variabilis. Kasneje so jih znanstveniki ločili po načinu stridulacije.

## Opis
Samice beloprogaste ščebetulje dosežejo telesno dolžino okoli 2 cm in so precej večje od samcev, ki dosežejo le do 1,5 cm. Samci se od samic ločijo tudi po tem, da imajo včasih rdečo konico zadka. Obarvanost je pri tej vrsti zelo spremenljiva in je odvisna od okolja, v katerem se zadržujejo.
C. brunneus in C. bigguttulus se morfološko ne razlikujeta od beloprogaste ščebetulje, vendar se te tri vrste med seboj ne parijo zaradi različnih načinov oglašanja. Znnstveniki so s poskusi ugotovili, da se bosta samec in samica različnih vrst lahko uspešno parila, ča bosta izpostavljena pravilnemu paritvenemu zvoku. Zarod bo v tem primeru ploden. Znansteviki so mnenja, da gre v tem primeru za zgodnjo fazo divergence med vrstami.

## Razširjenost
Beloprogasta ščebetulja je razširjena od Skandinavije in Finske na severu, do Alp in Pirenejev na jugu.